# 放課後カルテ
『放課後カルテ』（ほうかごカルテ）は日生マユによる日本の漫画。『BE・LOVE』（講談社）にて、2011年18号から2018年11号まで連載された。完結後は、同誌の2019年4・5月号および2024年11・12月号に番外編が掲載され、2025年9月号から短期集中連載として掲載されている。
子供達の未来を守る最後の砦たる保健室を舞台に、ある小学校に赴任した仏頂面の学校医が、類稀なる観察眼で異変を見抜き子供達と父兄を救っていく医療漫画。
2024年10月より、日本テレビ系列にてテレビドラマが放送された。

## 登場人物

### 主要人物
牧野（まきの）
本作の主人公。産休で休むことになった養護教諭の岩見先生の不在を埋める産休補助教員として、小学校の保健室を預かる学校医。学校に専門医を試験配置することを決定した医師会からの要請により、小学校に異動させられた。
赴任する1年前までは帝都大学附属病院の後期研修後1年目の小児科医だったが、愛想の無さと口のきき方の悪さと態度の大きさを問題視されていた。そのため、病院側の本音は問題医とみなしての処置で、元同僚の反応は高く評価する者と侮蔑する者とに分かれる。好きな食べ物はパンと蕎麦。苦手な食べ物は椎茸。嫌いな理由は目立たずひっそりと紛れ込みながらも主張が強すぎるから。
篠谷（しのや）
6-2の担任を務める女性教師。当初は牧野を嫌っていたが、自分達が気づかなかった生徒や父兄の病気を見抜き治療の糸口を見つけては助ける彼を少しずつ信頼するようになる。

### 教師
芳野（よしの）
1-2の担任。猪のように暴走しがちな篠谷の宥め役。＃2より保健だよりのイラストを担当することになる。
宮田（みやた）
2-3の担任。新任で必死にこなそうといっぱいいっぱいで、元担任の篠谷が気に掛ける様を自身の担任失格に繋がると思い込み反発するが、子供達を大切に思う篠谷の心に気づき協力し合うようになる。
藤岡（ふじおか）
6-1の担任。

### 生徒
野咲 ゆき（のざき ゆき）
6-2の児童。最初に牧野が病気に気づいた児童。授業中もテスト中も寝てしまい、クラスの内外に居眠りだと決めつけられ孤立していた。実は情動性脱力発作（カタプレキシー）の症状を副症状として併発した睡眠障害の1つであるナルコレプシーだった。
笹本 拓真（ささもと たくま）
＃2で、マダニによりライム病を発症した少年。6-2の児童。
三好 和哉（みよし かずや）
東京から転校してきたため、緑が多い学校に馴染めずにいた。3-2の児童。
有野 芙美子（ありの ふみこ）
＃3で過食嘔吐を繰り返していたのを牧野に見抜かれ、過食症（神経性大食症）と言われた。6-3の児童。
杉村ミカの母
＃4でベル麻痺を発症した女性。聴覚過敏・味覚障害等の症状が出ていた。
羽島 孝太（はしま こうた）
＃5で登場した2-3の男の子。母親の暴力で受けた傷を泥で隠す。母親の再婚で義父に疎まれ、家の空気がおかしくなると母親が暴力をふるうようになった。抱きしめられるようになった時の再会を信じ、実父と共に暮らすことになる。
野田 良祐（のだ りょうすけ）
＃6で回転性めまいのメニエール病を患い、虫の音が聞こえる等の症状に苛まれた。
蓮本 理子（はすもと りこ）
＃7で登場した6-2の保健係の女の子。アレルギー性紫斑病で足首にあざが出来てしまう。
冴島 啓（さえじま けい）
6-2に転入してきた女の子。弟の側に牧野を戻そうと、彼の悪い噂を流した。弟にかまけて自身を疎みがちな母親の言動に傷つきながらも必死に弟や定食屋のおばさんを救うべく、牧野と共に奔走する。
西原 勇吾（にしはら ゆうご）
＃8で登場した男の子。自身の強さを確かめるために飛び降りたり殴りあったりするという行為を度胸だめしだとクラスメイトの三島に吹き込まれ、そのせいで外傷性気胸になる。
冴島 直明（さえじま なおあき）
啓の6歳の弟。先天性心疾患を患い手術に耐え得る体力がつくのを待っており、悪いことは悪いと自身を叱った牧野を仏頂面でも素直に慕っている。＃12で退院し、啓の通う小学校に入り込んで、拓真達の校内怪談ツアーに参加した。牧野の医師としての忠告を守り、無理をしないように幼稚園の遊具で体力作りに励んでいる。
定食屋のおばさん
＃9で登場した女性。飼っているオウムの「ハル」からの感染症で倒れた。啓を励ます。
原田 大輝（はらだ だいき）
6-3の男の子。運動が引き起こす食物アレルギー食物依存性運動誘発アナフィラキシーで倒れるが、篠谷とチームメイトの協力で病気と向き合う決心をする。
美浜 ほのか（みはま ほのか）
＃11で登場した女の子。作文コンクールの応募作品に自身の作文が選ばれるが、そこに書いた妹に母親を奪われたような気がして心因性視覚障害になる。
澤田 悠斗（さわだ ゆうと）
6-1の男の子。転換性障害で歩けなくなるが、牧野との会話で心の重荷が取れて再び通学できるようになる。

## 書誌情報
- 日生マユ 『放課後カルテ』 講談社〈BE・LOVE KC〉、全17巻
  1. 2012年2月13日発売[8]、ISBN 978-4-06-380338-9
  2. 2012年6月13日発売[9]、ISBN 978-4-06-380350-1
  3. 2012年10月12日発売[10]、ISBN 978-4-06-380365-5
  4. 2013年4月12日発売[11]、ISBN 978-4-06-380382-2
  5. 2013年10月11日発売[12]、ISBN 978-4-06-380405-8
  6. 2014年4月11日発売[13]、ISBN 978-4-06-380424-9
  7. 2014年9月12日発売[14][15]、ISBN 978-4-06-380440-9
  8. 2015年2月13日発売[16]、ISBN 978-4-06-380458-4
  9. 2015年7月13日発売[17]、ISBN 978-4-06-380473-7
  10. 2016年1月13日発売[18]、ISBN 978-4-06-380490-4
  11. 2016年6月13日発売[19]、ISBN 978-4-06-394505-8
  12. 2016年10月13日発売[20]、ISBN 978-4-06-394519-5
  13. 2017年3月13日発売[21]、ISBN 978-4-06-394534-8
  14. 2017年8月10日発売[22]、ISBN 978-4-06-394551-5
  15. 2018年1月12日発売[23]、ISBN 978-4-06-510716-4
  16. 2018年6月13日発売[24]、ISBN 978-4-06-511721-7
  17. 2024年11月13日発売[5]、ISBN 978-4-06-537573-0

## テレビドラマ
2024年10月12日から12月21日まで日本テレビ系「土ドラ9」枠で放送された。主演は地上波ドラマ単独初主演となる松下洸平。
2025年9月にスペシャルドラマ『放課後カルテ 2025秋』が放送予定。

### キャスト

#### 主要人物
牧野峻
演 - 松下洸平
東多摩第八小学校の学校医。
篠谷陽子
演 - 森川葵
東多摩第八小学校の教師。6年2組の担任。

#### 東多摩第八小学校

##### 教諭
芳野奏
演 - ホラン千秋
1年2組の担任。篠谷の良き相談相手。
藤岡雅史
演 - 平岡祐太
6年1組の担任で、6年生の学年主任。
沢拓海
演 - 高野洸
4年1組の担任。Z世代教師。
蓬田雄介
演 - 六角慎司
副校長。
緑川洋平
演 - 武田真一
校長。
教諭
演 - イワゴウサトシ（堀内隆）、菅野結花（渡辺亜心）、岸田研二（田中弘）、国生理央奈（松本和美）、新野アコヤ（山口美和）、出井景梧（佐野柾哉）、長谷場俊紀（中村賢治）、濱口みほり（宮田愛香）、濱仲太（田村直樹）、丸山翔（斉藤裕一）、山崎丹奈（井上しずく）

##### 生徒

###### 6年2組
宮田薫
演 - 三上野乃花
輪島陸
演 - 藤井健
杉村ミカ
演 - 前田織音
赤嶺太一
演 - 湊
柏山遥
演 - 斉藤百花
木倉良太
演 - 幸田知士
水本羽菜
演 - 小西希帆
池村大和
演 - 山口暖人
三本れいか
演 - 畠中一花
上田大志
演 - 齋藤潤
落合芽依
演 - 凉川美春
澤田悠斗
演 - 斉藤應之介
蓮本理子
演 - 中村たんぽぽ
谷口宏哉
演 - 吉田奏佑
野咲ゆき
演 - 増田梨沙
藤野一希
演 - 上田琳斗
松井純美
演 - 池尻稀春
田渕翔太
演 - 齋藤詠真
冴島啓
演 - 岡本望来
佐伯真
演 - 中村蒔伝
佐々倉凛
演 - 中田煌理
笹本拓真
演 - 柊吾
渡邉アローラ
演 - コールレクシー
西山海斗
演 - 大城龍永

###### 6年1組
桜井七瀬
演 - 佐脇花音
園川聡
演 - 渡邉斗翔（第7話・最終話）
二学期から不登校が続いている。

###### 1年生
外崎真愛
演 - 英茉
1年2組。
奈良晴人
演 - 石橋類
河村澪
演 - 増留優梨愛
楠田未沙
演 - 沢田優乃（第8話 - 最終話）
1年2組。
松田蓮斗
演 - 近江晃成（第8話 - 最終話）
1年2組。
渡辺勇臣
演 - 湯本晴（第8話 - 最終話）
1年2組。
安藤響
演 - 和智柚葉（第8話 - 最終話）
1年2組。

###### 4年1組
西原勇吾〈10〉
演 - 湯田幸希
校庭の木に登ってかっこよく飛び降りようとして、気胸をおこし救急搬送される。
三島朝陽
演 - 渋谷いる太
勇吾の友だち。
亀井太陽
演 - 見﨑類
平間柊人
演 - 松野晃士（第9話・最終話）

#### 関東医科大学病院 東多摩医療センター
吉田奈央
演 - 加藤千尋
小児科に勤める看護師。
咲間大地
演 - 吉沢悠
小児科医。牧野の元指導医。
高崎修二
演 - 田辺誠一
小児科の医局長。牧野の言動を問題視し、小学校への異動を命じる。

#### その他
樫井真琴
演 - 三浦綺羅（幼少期：橋本則行）
牧野の元患者。
樫井貴之
演 - 塚本高史
真琴の父。
野咲夏美
演 - 美村里江
ゆきの母。
冴島直明
演 - 土屋陽翔
啓の弟。先天性心疾患を患っている。東多摩第八小学校1年2組の児童。
冴島環
演 - ソニン
啓と直明の母。
冴島裕二
演 - 田中幸太朗
啓と直明の父。

#### ゲスト

##### 第1話
笹本香織
演 - 上村愛香
笹本拓真の母親。

##### 第2話
男性
演 - 鹿出しゅんのすけ
岩走神社の境内で突然倒れる老人。たまたま通りかかった冴島啓に命を救われる。
119スタッフ
声 - 伊藤圭太
冴島啓の119番通報に対応するスタッフ。
男の子
演 - 國井颯介
関東医科大学病院 東多摩医療センターのHCUに入院している男の子。下校中、自転車に衝突され、それ以来意識不明の状態が続いている。

##### 第3話
- 富田エル[55]、大河原紗礼、望月ひとみ

##### 第4話
水本茜
演 - 島袋寛子（第5話）
水本羽菜の母親。
水本真吾
演 - 和田聰宏（第5話）
水本羽菜の父親。
亀井藍里
演 - 隅田杏花
6年生の野外学校にカメラマンとして同行。

##### 第5話
樫井雅
演 - 大沢あかね（最終話）
樫井真琴の母。新型コロナの感染症で亡くなっている。
福田
演 - 瀬戸将哉
樫井家が住んでいるアパートの管理人。牧野に「中に病人がいるかもしれない」と言われ、玄関の鍵を開ける。
母親、患者
演 - 草野和恵、加納凜果
インフルエンザの流行でごった返す関東医科大学病院の待合室で看護師に文句を言う母親と不調を訴える女の子。

##### 第6話
西山沙耶
演 - 田川可奈美
西山海斗の母親。
三本裕子
演 - 木本夕貴
三本れいかの母。
佐々倉美穂
演 - まりゑ
佐々倉凛の母親。
店員
演 - 天野はな
篠谷陽子がランチを食べた和風のカフェの店員。

##### 第7話
園川順子
演 - 市川由衣
園川聡の母親。東多摩医療センターのオペ看。
園川哲也
演 - 東根作寿英
園川聡の父親。
阿部
演 - 下総源太朗
園川哲也が働いていた自動車整備工場「魚谷モータース」の工員。

##### 第8話
外崎彩
演 - 野波麻帆
外崎真愛の母。
外崎大樹
演 - 猪塚健太
外崎真愛の父。
カピ太
声 - 内田真礼
外崎真愛の心の中にいるカピバラのキャラクター。

##### 第9話
岩見
演 - はいだしょうこ（最終話）
東多摩第八小の養護教諭。産休中だが4月より復帰するという。
松木るか
演 - 佐藤恋和
関東医科大学病院 東多摩医療センターに入院し、手術を控える児童。入院中に直明と仲良くなった。
るかの母
演 - 長田涼子

##### 最終話
教師
演 - 横山祐介（wacci） 
水本羽菜と藤野一希が進学した中学校で廊下を走る二人を注意する。
陣内、竹中
演 - 伊藤麻実子、林勇輝
樫井真琴のことを気にかけている第三小学校の教師。

### スタッフ
- 原作 - 日生マユ『放課後カルテ』（講談社『BE・LOVE』所載）[7]
- 脚本 - ひかわかよ[7]
- 音楽 - 得田真裕[7]
- 主題歌 - wacci「どんな小さな」（ソニー・ミュージックレーベルズ）[74]
- 演出 - 鈴木勇馬[7]、西岡健太郎、苗代祐史
- サウンドデザイン - 石井和之
- 特殊メイク - 梅沢壮一
- アクションコーディネーター - 柴原孝典
- チーフプロデューサー - 松本京子[7]
- プロデューサー - 岩崎秀紀、秋元孝之、大護彰子[7]
- 協力プロデューサー - 大平太[7]
- 制作協力 - オフィスクレッシェンド[7]
- 製作著作 - 日本テレビ[7]

### 放送日程
| 各話   | 放送日   | サブタイトル                                      | ラテ欄                                                     | 関連項目                                 | 演出       |
| ------ | -------- | ------------------------------------------------- | ---------------------------------------------------------- | ---------------------------------------- | ---------- |
| 第1話  | 10月12日 | 保健室にはなるべく来ないでもらいたい              | 偏屈医師が保健室に 児童の見えないSOSを見抜く医療ドラマ     | ツツガムシ病・ナルコレプシー             | 鈴木勇馬   |
| 第2話  | 10月19日 | 命を落としたら、 かっこいいもクソもない           | 保健室は怖い場所!? 偏屈学校医が伝える命の重さ…涙のAED      | IgA血管炎・気胸・AED                     | 鈴木勇馬   |
| 第3話  | 10月26日 | お前の責任なわけがない                            | 学校行きたい… 弟の切ない願いを叶えたい姉と母ぶつかる想い   |                                          | 鈴木勇馬   |
| 第4話  | 11月02日 | 聞かせてくれないか、お前の言葉で                  | 私は私が怖い… 孤独な少女の切ないSOSに偏屈医師が走る!!      | 自傷行為                                 | 西岡健太郎 |
| 第5話  | 11月09日 | お前が傷つくくらいなら、 こいつを傷つける方がいい | 偏屈医師初めて涙!? 傷つく少女を救いたい 学校に来た衝撃理由 | インフルエンザ・溶連菌感染症・リウマチ熱 | 西岡健太郎 |
| 第6話  | 11月16日 | そんな状態では見えるもんも見えないぞ              | 児童の心わからない 働きすぎ教師の孤独…偏屈医師送るエール   | 鉄欠乏性貧血                             | 鈴木勇馬   |
| 第7話  | 11月23日 | お前が学校に来ようが来まいが どうでもいい         | 不登校児が突然家出 子育て時間ない母苦悩 偏屈医が自転車疾走 |                                          | 苗代祐史   |
| 第8話  | 12月07日 | おはようも、ありがとうも、 心の中で言ってる。     | 偏屈医と交換日記!? 学校でだけ声出せない1年生…涙の合唱会    | 場面緘黙                                 | 鈴木勇馬   |
| 第9話  | 12月14日 | 約束しよう。 元気になったらなにがしたい?          | 学校行きたい… 手術不安な子ども大粒の涙 偏屈医と希望の約束  | 完全大血管転位                           | 鈴木勇馬   |
| 最終話 | 12月21日 | これからも健康でいてほしい                        | 保健室去る偏屈医師 涙の卒業式…子ども達へ贈る最後のことば   | 身体症状症                               | 鈴木勇馬   |

- 第2話は『プロ野球 クライマックスシリーズ 巨人×DeNA 第4戦』中継延長に伴い、10分繰り下げ、21時10分 - 22時4分に放送された[77]。
- 11月30日は『日テレ系音楽の祭典ベストアーティスト2024』（19時 - 22時54分）放送のため休止。

### TVerオリジナルストーリー
TVerオリジナルストーリーが配信。4年1組担任の新米教師・沢を中心とした第6.5話「ぜんぶ絶対、忘れないでいたいね」は第6話放送直後の11月16日21時54分から、6年2組が音楽祭に向けて取り組む第7.5話「この歌が、きっと君のもとへ」は第7話放送直後の11月23日21時54分よりTVerにて無料配信された。TVerでの配信終了後はHuluにて配信開始された。

#### キャスト（TVerオリジナルストーリー）
- 牧野峻 - 松下洸平[78]
- 篠谷陽子 - 森川葵[78]

##### 第6.5話
- 沢拓海 - 高野洸[78]
- 三島朝陽 - 渋谷いる太[78]
- 平間柊人 - 松野晃士[78]
- 亀井太陽 - 見﨑類[78]
- 西原勇吾 - 湯田幸希
- 水本羽菜 - 小西希帆

##### 第7.5話
- 6年2組生徒
- 奈良晴人 - 石橋類
- 河村澪 - 増留優梨愛

#### スタッフ（TVerオリジナルストーリー）
- 原作 - 日生マユ『放課後カルテ』（講談社『BE・LOVE』所載）
- 脚本 - ひかわかよ
- 音楽 - 得田真裕
- 主題歌 - wacci「どんな小さな」（ソニー・ミュージックレーベルズ）
- 演出 - 鈴木勇馬
- チーフプロデューサー - 松本京子
- プロデューサー - 岩崎秀紀、秋元孝之、大護彰子
- 協力プロデューサー - 大平太
- 制作協力 - オフィスクレッシェンド
- 製作著作 - 日本テレビ

#### 配信日程
| 話数    | 放送日   | サブタイトル                   | 関連項目         | 演出     |
| ------- | -------- | ------------------------------ | ---------------- | -------- |
| 第6.5話 | 11月16日 | ぜんぶ絶対、忘れないでいたいね | 扁桃周囲膿瘍     | 鈴木勇馬 |
| 第7.5話 | 11月23日 | この歌が、きっと君のもとへ     | 中枢性腹痛症候群 | 鈴木勇馬 |

| 日本テレビ系列 土ドラ9                                         | 日本テレビ系列 土ドラ9                     | 日本テレビ系列 土ドラ9               |
| 前番組                                                         | 番組名                                     | 次番組                               |
| -------------------------------------------------------------- | ------------------------------------------ | ------------------------------------ |
| GO HOME 〜警視庁身元不明人相談室〜 （2024年7月13日 - 9月28日） | 放課後カルテ （2024年10月12日 - 12月21日） | 相続探偵 （2025年1月25日 - 3月29日） |